# NGC 481
NGC 481 (другие обозначения — MCG −2-4-30, PGC 4899) — галактика в созвездии Кит. Открыта Льюисом Свифтом в 1886 году, описывается Дрейером как «очень тусклый, очень маленький, круглый объект; к северо-востоку наблюдается тусклая звезда».
Этот объект входит в число перечисленных в оригинальной редакции «Нового общего каталога».